# Котово (Псковский район)
Котово — деревня в Псковском районе Псковской области России. Входит в состав Писковичской волости.
Деревня расположена на северной границе города Пскова (за Запсковьем), в 4 км восточнее волостного центра, деревни Писковичи, на автодороге Псков — Гдов.
Численность населения составляет 38 жителей (2000 год).